# Atil, Mexiko
Atil är en ort i Mexiko.   Den ligger i kommunen Atil och delstaten Sonora, i den nordvästra delen av landet, 1 800 km nordväst om huvudstaden Mexico City. Atil ligger 568 meter över havet och antalet invånare är 609.
Terrängen runt Atil är huvudsakligen platt, men österut är den kuperad. Atil ligger nere i en dal.  Trakten runt Atil är nära nog obefolkad, med mindre än två invånare per kvadratkilometer. Atil är det största samhället i trakten. Omgivningarna runt Atil är i huvudsak ett öppet busklandskap.